# Dynasty (album Black Uhuru)
Dynasty – dwudziesty drugi album studyjny Black Uhuru, jamajskiej grupy muzycznej wykonującej roots reggae.
Płyta została wydana 22 września 2001 roku przez waszyngtońską wytwórnię RAS Records. Nagrania zostały zarejestrowane w Music Works Studio oraz Taxi Studio w Kingston. Ich produkcją zajął się Jim Fox.

## Lista utworów
1. "Liberation 2000"
2. "Mother Of Iration"
3. "Stability"
4. "Dread To Be Rasta"
5. "Prophecy"
6. "Bone Alone"
7. "Proselyte"
8. "Top Of The Pop"
9. "Psychopathic Drunkies"
10. "Unfair Game"
11. "Evil Spiritual Gangster"
12. "Gathering Time"

## Muzycy

### Black Uhuru
- Andrew Bees - wokal
- Duckie Simpson - wokal, chórki
- Jennifer "Nyah" Connally - chórki

### Instrumentaliści
- Pernell Webb - gitara
- Earl "Chinna" Smith - gitara
- Daniel "Axeman" Thompson - gitara basowa
- Robbie Shakespeare - gitara basowa
- Sly Dunbar - perkusja
- Uziah "Sticky" Thompson - perkusja
- Christopher "Sky Juice" Blake - perkusja
- Harry "Harry T" Powell - bębny nyabinghi
- Tony "Asha" Brissett - fortepian, keyboard
- Robert Lynn - fortepian, keyboard
- Ronald "Nambo" Robinson - puzon
- Junior "Chico" Chin - trąbka
- Dean Fraser - saksofon

### Gościnnie
- Pam Hall - chórki
- Carlene Ford - chórki
- Joan McKenzie - chórki